# Campo Imperatore Near-Earth Object Survey

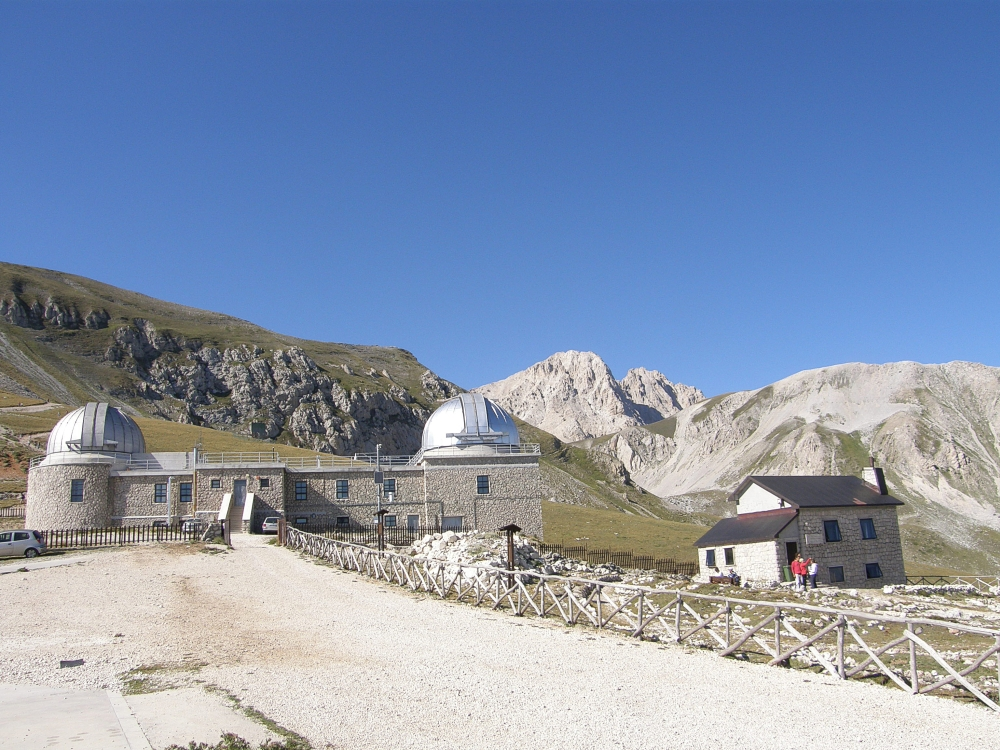
Sternwarte von Campo Imperatore, Gran Sasso.

Der Campo Imperatore Near-Earth Object Survey (CINEOS) ist ein Projekt, das nach erdnahen Objekten (NEO) sucht.
Die Suche wird mit einem Schmidt-Teleskop an der Station Campo Imperatore des Römer Observatoriums durchgeführt, welches über eine Apertur von 60 cm verfügt. Die Station befindet sich auf dem Hochplateau Campo Imperatore, nahe dem Corno Grande, der Spitze des Gebirgsmassivs Gran Sasso in Italien. Sie hat den IAU-Observatoriumscode 599.
Bisher wurden durch das Projekt 185 Asteroiden entdeckt.
Die gewonnenen Daten werden auch mit dem Überwachungssystem Sentry ausgewertet.